# Адріанус Схенк
Адріанус "Ард" Схенк (нід. Adrianus "Ard" Schenk; нар. 16 вересня 1944, Анна Павловна, Нідерланди) — нідерландський ковзаняр, один з найкращих в історії ковзанярського спорту, триразовий олімпійський чемпіон та призер Олімпійських ігор, багаторазовий чемпіон світу і Європи, багаторазовий рекордсмен світу.

## Біографія
Ард Схенк брав участь в міжнародних змаганнях з ковзанярського спорту з 1964 року.
В 1965 році завоював першу бронзову нагороду на чемпіонаті світу. Наступного 1966 року завоював золото на чемпіонаті Європи.
Друга половина 60-х років відзначалася постійним суперництвом за найвищі нагороди Схенка з іншим нідерландським ковзанярем Кесом Веркерком.
На Олімпійських іграх 1968 Схенк завоював срібло на дистанції 1500 метрів.
Найбільшого успіху Схенк досяг у 1972 році. Він виграв 3 золотих нагороди на Олімпійських іграх 1972, при цьому четверту медаль на дистанції 500 метрів він втратив через прикре падіння, а якби до програми Олімпіади вже на той час входило змагання на дистанції 1000 метрів, то Ард міг претендувати на золото і на ній, оскільки виграв 5 з 6 забігів на цій дистанції на чемпіонатах світу зі спринту, в яких брав участь.
Вигравши три золоті медалі, Ард Схенк разом з радянською лижницею Галиною Кулаковою став найуспішнішим спортсменом Олімпійських ігор 1972.
Після Олімпіади Схенк виграв в 1972 році також чемпіонат Європи в класичному багатоборстві і чемпіонат світу в класичному багатоборстві, при цьому на чемпіонаті світу Ард виграв усі 4 дистанції, повторивши досягнення норвезького ковзаняра Оскара Матисена в 1912 році. Пізніше подібне досягнення підкорилося лише Еріку Гайдену з США в 1979 році.
Наступного сезону Схенк перейшов у професіонали.

## Світові рекорди
За всю спортивну кар'єру Схенк побив 18 світових рекордів — досягнення, яке не перевершив жоден інший ковзаняр. Найближче до цього результату підійшов у 2007 році відомий спринтер Джеремі Вотерспун, який побив 16 світових рекордів. Серед ковзанярок спеціалістка по довгим дистанціям Гунда Німанн-Штирнеманн у 2001 році теж досягла показника 18 побитих світових рекордів.
Схенк першим пробіг 10000 метрів швидше ніж за 15 хвилин і першим пробіг 1500 метрів швидше ніж за 2 хвилини. Станом на березень 1971 року Схенку належали 6 із 7 офіційних світових рекордів (крім дистанції 500 метрів).
| номер | забіг             | дата            | час     | місце    |
| ----- | ----------------- | --------------- | ------- | -------- |
| 1.    | 1500 м            | 26 січня 1966   | 2:06,2  | Давос    |
| 2.    | 3000 м            | 29 січня 1966   | 4:26,2  | Інцель   |
| 3.    | 1500 м            | 30 січня 1966   | 2:05,3  | Інцель   |
| 4.    | 3000 м            | 25 лютого 1967  | 4:18,4  | Інцель   |
| 5.    | 1000 м            | 28 лютого 1967  | 1:20,6  | Інцель   |
| 6.    | 1000 м            | 5 лютого 1968   | 1:20,6  | Давос    |
| 7.    | 3000 м            | 15 січня 1971   | 4:12,6  | Давос    |
| 8.    | 1500 м            | 16 січня 1971   | 1:58,7  | Давос    |
| 9.    | Велика комбінація | 31 січня 1971   | 171,317 | Осло     |
| 10.   | 10 000 м          | 14 лютого 1971  | 15:01,6 | Гетеборг |
| 11.   | Велика комбінація | 14 лютого 1971  | 171,130 | Гетеборг |
| 12.   | 1000 м            | 20 лютого 1971  | 1:18,8  | Інцель   |
| 13.   | 5 000 м           | 13 березня 1971 | 7:12,0  | Інцель   |
| 14.   | 10 000 м          | 14 березня 1971 | 14:55,9 | Інцель   |
| 15.   | Велика комбінація | 14 березня 1971 | 168,248 | Інцель   |
| 16.   | 3 000 м           | 2 березня 1972  | 4:08,3  | Інцель   |
| 17.   | 5 000 м           | 4 березня 1972  | 7:09,8  | Інцель   |
| 18.   | Велика комбінація | 5 березня 1972  | 167,420 | Інцель   |